# Emilio Baumann
Emilio Baumann (Canonica d'Adda, 9 aprile 1843 – Roma, 29 luglio 1916) è stato un allenatore di ginnastica italiano.
Sulla scorta delle esperienze fatte dai grandi maestri di ginnastica europei fin dalla fine del Settecento, egli cercò di dare una sistematizzazione scientifica alla ginnastica, considerata come indispensabile non solo per l'educazione fisica (igiene) della persona, ma anche, e soprattutto, per la sua grande importanza educativa. Fu il primo in Europa a pubblicare nel 1866 un Manuale di Ginnastica per le scuole elementari, mentre la sua opera principale Ginnastica e Scienza del 1910, venne ripubblicata ancora dopo la guerra nel 1950 dal suo allievo Mario Gallo, per cercare di difendere, dopo le terribili esperienze del Ventennio, il valore e l'importanza della ginnastica e dell'educazione fisica, distinguendola dallo sport.

## Biografia
Nato nel 1843 in provincia di Bergamo, nel 1853 entrò nel collegio Mazza di Verona, seguendovi gli studi classici. Frequentò in seguito la Scuola normale di Treviglio, per ottenere al più presto, a causa delle ristrettezze familiari, un posto di maestro elementare. In questa scuola, su invito del direttore, impartì la sua prima lezione di ginnastica, insegnando ai suoi compagni gli esercizi agli anelli.
Nel 1861 poté frequentare il primo corso magistrale di ginnastica, tenuto a Torino da Rodolfo Obermann, per poi tornare, nel 1862, alla Scuola normale di Treviglio e introdurvi l'insegnamento della ginnastica. Nello stesso anno, ottenuto il diploma, fu assunto dal comune di Bologna quale maestro di prima elementare e, successivamente, di insegnante di ginnastica nel Ginnasio e nella scuola tecnica comunale. Nel 1864 si iscrisse alla facoltà di medicina dell'Università di Bologna, dove si laureò, nel 1870, con la tesi d'esame “La Ginnastica nei suoi rapporti con la medicina e l'igiene”. Nel 1868 era stato tra i fondatori della Federazione delle Società Ginnastiche Italiana, e nel 1871 diede l'impulso decisivo alla nascita della Società Sezionale di Ginnastica in Bologna, che diventerà la SEF Virtus Bologna.
Nel 1872 introdusse l'insegnamento della ginnastica nelle scuole elementari, non senza difficoltà, e dando l'avvio a un grosso dibattito che lo vide scontrarsi con il suo primo maestro, Rodolfo Obermann. Quest'ultimo, commentando un'opera a lui dedicata dal Baumann nel 1866, il Manuale di Ginnastica per le scuole elementari, diceva: «Si tratta di una cattiva speculazione, poiché in nessuna nazione anche progredita si è introdotta ancora la ginnastica nelle scuole elementari».
In questo periodo nacque il dissenso fra la scuola torinese, rappresentata dallo stesso Obermann, che si rifaceva alla tradizione tedesca e considerava la ginnastica come strumento finalizzato alla preparazione dei giovani alla pratica militare, caratterizzata dall'uso esasperato degli attrezzi e impostata essenzialmente su robustezza e disciplina. Baumann contrastò la ginnastica "coreografica" di stampo militare con la “ginnastica tra i banchi”. Il disagio della scuola bolognese fu particolarmente evidente nel caso dell'educazione femminile, che doveva essere per Baumann vero esercizio fisico, e non semplice coreografia: a questo proposito, Edmondo De Amicis, nel romanzo Amore e ginnastica parlava dell'esercizio fisico compiuto da alcune ragazze: «un movimento rattenuto e misurato a centimetri, insufficiente per quei corpi fatti e pieni di vita, una combinazione d'esercizi compassati, cercati con la penna, per servir di spettacolo a commissioni e a invitati». La protagonista dello stesso romanzo, la maestra Pedani, parla di lui: «Era benemerito del paese, era il fondatore d'una nuova ginnastica che avrebbe dato immensi frutti, un grande ingegno, un gran dotto, un creatore di caratteri. […] Il Baumann, datigli i mezzi, avrebbe rifatto una nazione».
Nel 1877, in seguito al dissidio con la scuola torinese e con i programmi ministeriali ad essa ispirati, Baumann fondò la Scuola Magistrale di Ginnastica, all'interno della Società Ginnastica Virtus di Bologna. Nel 1884 ottenne, tramite concorso, la direzione della Scuola normale di Ginnastica di Roma. Nel frattempo, nel 1881, insieme a Costantino Reyer e F. G. Valle, aveva creato il Corpo dei Pompieri Volontari, la Federazione dei Pompieri Italiani e la Società di Pronto Soccorso.
Morì il 29 luglio 1916 (a 73 anni), a Roma. Autore di numerosi testi, fu anche inventore di vari attrezzi per la pratica ginnica e la sua valutazione, alcuni dei quali validi tutt'oggi: l'asse d'equilibrio, gli appoggi, i ceppi, le clavette lo stadio ginnastico, l'autoortopede, vari tipi di saltometro, lo spirometro, il tavolo ginnastico.

## Opere principali
- 1866 - Manuale di ginnastica per le scuole elementari.
- 1870 - La ginnastica nei suoi rapporti con la medicina e l'igiene.
- 1873 - Programmi di ginnastica per le scuole elementari.
- 1890 - Psicocinesia, ovvero l'arte di formare il carattere.
- 1908 - L'educazione fisica italiana
- 1909 - La ginnastica italiana (2 volumi).
- 1910 - Ginnastica e scienza.
- 1911 - Psicocinesia, ovvero educazione dello spirito mediante quella del corpo.